# Xi Jinping
Xi Jinping (vereenvoudigd Chinees: 习近平; traditioneel Chinees: 習近平; pinyin: Xí Jìnpíng) (Peking, 15 juni 1953) is een Chinees politicus. Hij is sinds 15 november 2012 secretaris-generaal van de Communistische Partij van China. Sinds 14 maart 2013 is hij president van de Volksrepubliek China.
Xi Jinping begon in november 2022 aan zijn derde termijn van vijf jaar als secretaris-generaal van de communistische partij waardoor hij zonder onverwachte gebeurtenissen zeker tot november 2027 aan de macht zal blijven. Hij is de zesde leider van de communistische partij sinds die de macht over China greep in 1949.

## Biografie
Xi Jinping werd geboren in Peking als zoon van een hoge politieke communistische partijfunctionaris, Xi Zhongxun. Hoewel deze een kameraad van Mao was, belandde zijn vader tijdens de Culturele Revolutie voor 10 jaar in de gevangenis. In zijn tienerjaren werd hij van school gehaald door het Mao regime en naar het platteland gezonden om daar fysieke arbeid te verrichten, hij verbleef enkele jaren in het dorp Liangjiahe en was aangewezen op zelfstudie.
De politieke carrière van Xi begon in 1979. Van 1979 tot 1982 was Xi secretaris van Geng Biao, de toenmalige vice-premier en secretaris-generaal van de CMC. Xi diende vervolgens tijdens zijn regionale politieke carrière in vier provincies: Hebei (1982–1985), Fujian (1985–2002), Zhejiang (2002–2007) en Shanghai (2007). Xi bekleedde functies in het gemeentelijk partijcomité van Fuzhou en werd in 1990 president van de partijschool in Fuzhou. In 1997 werd hij benoemd tot plaatsvervangend lid van het 15e Centraal Comité van de CCP. Van de 151 plaatsvervangende leden van het Centraal Comité die op het 15e partijcongres waren gekozen, kreeg Xi echter het laagste aantal stemmen vóór, waardoor hij op de laatste plaats in de ranglijst van leden kwam te staan, ogenschijnlijk vanwege zijn status als prinseling.
In maart 1998 werd hij lid van het Nationaal Volkscongres. Hij volgde Zeng Qinghong in oktober 2007 op als eerste secretaris van de Communistische Partij van China en in maart 2008 als vicepresident van de Volksrepubliek. Xi werd op het 17e partijcongres in oktober 2007 eveneens benoemd tot lid van de uit negen man bestaande commissie van het Politbureau (het hoogste besluitorgaan van het land).

## Presidentschap
Op 15 november 2012 werd Xi Jinping verkozen tot secretaris-generaal van de Communistische Partij van China en voorzitter van de centrale militaire raad. Op 14 maart 2013 werd hij verkozen tot president van de Volksrepubliek China. Hij heeft het versterken van de positie van de partij tot zijn prioriteit gemaakt.
Zelf presenteert Xi zich als sobere leider, wat hem in verhouding tot zijn voorgangers populair maakt bij veel gewone Chinezen. De toon voor dat imago werd gezet in december 2013, toen de president de lunch gebruikte in een goedkoop restaurantje in Peking. Xi stond zelf in de rij, rekende een eenvoudige maaltijd af en at tussen de andere gasten; iets wat Chinezen niet van hun leiders gewend zijn. Tegelijkertijd is er veel meer dan bij zijn twee voorgangers Jiang en Hu sprake van persoonsverheerlijking van Xi. Hij werd daarbij soms 'Xi Dada' ('Ome Xi') genoemd, hoewel deze naam later uit de gratie raakte.
Er is publiekelijk weinig bekend over hoe Xi politieke beslissingen neemt of hoe hij aan de macht kwam. Xi's interne toespraken worden over het algemeen maanden of jaren nadat ze zijn gehouden vrijgegeven. Xi heeft ook nooit een persconferentie gegeven sinds hij de belangrijkste Chinese leider werd, behalve in zeldzame gezamenlijke persconferenties met buitenlandse leiders. Volgens The Economist waren de bevelen van Xi over het algemeen vaag, waardoor lagere functionarissen zijn woorden moesten interpreteren.
Onder Xi's leiderschap maakte de Chinese economie een sterke groei door. De Chinese overheid werd meermaals hervormd onder zijn bewind om het land 'beter in staat te stellen technologisch zelfvoorzienend te worden en beter bestand te zijn tegen financiële en geopolitieke risico’s'. Daarvoor werden bevoegdheden gecentraliseerd en nieuwe overheidsorganen opgericht, waaronder een financiële ‘supertoezichthouder’. Veel aandacht en geld gaat onder zijn bewind naar de modernisering van landbouw, onderwijs, interne veiligheidsdiensten en het leger.
Tegelijkertijd wordt zijn presidentschap gekenmerkt door een sterk autoritaire signatuur, met name door veelvuldige censuur. Xi liet de maximumtermijn voor het presidentschap in 2018 afschaffen, waardoor hij president voor het leven kan zijn. Hij is vaak door politieke en academische waarnemers omschreven als een dictator of een autoritaire leider, daarbij verwijzend naar een toename van censuur en massasurveillance, een verslechtering van de mensenrechten, de ontwikkeling van de persoonlijkheidscultus om hem heen, en het opheffen van termijnen voor het leiderschap onder zijn ambtstermijn.

### Binnenlands beleid

#### Algemeen
Intern richt Xi zich op het bestrijden van formalisme, bureaucratie, hedonisme en verkwisting. Ook de strijd tegen corruptie maakt daar deel van uit. Er werd een anticorruptiecampagne ingeluid, waarbij ook gebruik wordt gemaakt van shuanggui, een procedure gericht tegen corruptie binnen de partij waarbij partijleden hun misstappen dienen toe te geven. Vele duizenden partijfunctionarissen werden geïnterneerd, en zonder enige wettelijke bescherming of bijstand lange tijd verhoord en mishandeld. De mishandelingen zijn soms zo ernstig dat de ondervraagde eraan overlijdt. Na de aldus afgedwongen bekentenissen volgen veroordelingen tot lange gevangenisstraffen. Ook hooggeplaatste partijfunctionarissen werden niet ontzien. Zo werd Zhou Yongkang, voormalig minister en politbureaulid, in 2015 veroordeeld wegens corruptie, als resultaat van een shuanggui-onderzoek. Omdat de corruptie in de communistische partij wijd verbreid was en tot veel ergernis bij de bevolking leidde, vergrootte de campagne de populariteit van Xi onder de bevolking.
Extern probeert de partij onder leiding van Xi zijn ideologische greep op de Chinese samenleving te vergroten, onder meer door activisten, advocaten en journalisten die zich niet aan de partijlijn conformeren aan te pakken. Ook de controle op het internet door de Chinese overheid, onder meer door internetcensuur, is onder Xi steeds verder toegenomen. Daarnaast wordt de druk op het christendom en de islam in China steeds hoger onder het beleid van Xi.
Het 13e Chinese Volkscongres schrapte in maart 2018 de bepaling dat iemand slechts twee termijnen president mag zijn. Daardoor werd het voor Xi mogelijk om ook na zijn tweede termijn, die afliep in 2023, aan te blijven als president. Het besluit wordt over het algemeen gezien als een teken van de macht van Xi, die wel wordt beschouwd als de machtigste leider van China sinds Mao Zedong. In 2018 werd Xi door het Amerikaanse zakenblad Forbes ook als machtigste persoon in de wereld bestempeld.
Op het partijcongres van de Communistische Partij op 22 oktober 2022 werd Xi voor de derde keer gekozen tot secretaris-generaal van de partij. Hij werd zo de langst dienende leider van China sinds Mao. Bij de voorstelling van zijn partijtop viel de volledige afwezigheid van vrouwen op: Xi nam enkel mannen op in zijn Politbureau, terwijl daar voorheen steeds een vrouw een (symbolische) functie bekleedde. Die keuze is kenmerkend voor de conservatieve opvattingen van Xi omtrent man-vrouwverhoudingen.

#### Aanpak coronapandemie
Op 31 december 2019 maakte de Chinese overheid officieel melding bij de Wereldgezondheidsorganisatie (WHO) over een aantal gevallen van een op longontsteking lijkende ziekte. De ziekte werd later geïdentificeerd als SARS-CoV-2, een nieuw coronavirus. De stad Wuhan, waar het virus eerst werd opgemerkt, ging in lockdown en ook andere Chinese steden gingen helemaal of gedeeltelijk op slot. Buitenlandse vluchten bleven echter vertrekken vanuit China, waardoor het virus zich uiteindelijk via o.a. Italië verspreidde over de hele wereld. Toch kreeg Xi persoonlijk lof van Tedros Adhanom Ghebreyesus, de directeur-generaal van de WHO, voor zijn kordaat handelen in de strijd tegen het virus. Dit leidde tot internationale kritiek, o.a. van toenmalig Amerikaans president Donald Trump. Volgens hem stond de WHO te veel onder invloed van China.
Terwijl het coronabeleid in de meeste andere landen stilaan versoepelde, hield Xi vast aan zijn zogenaamde zero-Covid-beleid, waarbij elke vastgestelde coronabesmetting leidde tot een massale lockdown. Daardoor moesten de inwoners van heel wat grote Chinese steden geregeld een tijdlang binnen blijven. Ook de iPhonefabriek in Zhengzhou, de grootste ter wereld, werd in november 2022 in quarantaine geplaatst. Dat leidde tot hevige protesten. Ook elders in China leidden de strenge coronamaatregelen tot protesten, waarbij ook het communistisch beleid en het leiderschap van Xi zelf ter discussie werden gesteld. Als gevolg van de protesten en de verslechterde economie gaf de Chinese overheid in december uiteindelijk toe en werden alle coronamaatregelen opgeschort.

#### Onderdrukking Oeigoeren
Sinds 2019 is er in internationale media veel aandacht voor de Oeigoeren, een moslimminderheid in de autonome regio Xinjiang. De onderdrukking van de Oeigoeren is een gevolg van de al langer bestaande spanningen tussen de minderheid en het Chinese regime. Dat leidde tot o.a. aanslagen en protesten. Sinds 2009 vergrootte de Chinese overheid daarom haar controle op de regio en liet honderden "heropvoedingskampen" bouwen, waarin meer dan een miljoen Oeigoeren opgesloten zitten. Internationaal zijn deze strafkampen erg omstreden, wat leidde tot kritiek op het Chinese beleid en sancties tegen Chinese bedrijven. Als reactie op de vele beschuldigingen bracht Xi in 2022 een bezoek aan Xinjang. Het georkestreerde bezoek had de bedoeling aan te tonen dat de Chinese aanpak van de Oeigoerse minderheid juist positieve gevolgen heeft. Ook werden de beschuldigingen van mensenrechtenschendingen afgedaan als leugens.

#### Hongkong
In 2019 verstevigde de Chinese overheid zijn greep over de speciale bestuurlijke regio Hongkong. Sinds de teruggave van de Britse kolonie Hongkong aan China in 1997 genoot de regio een aparte status onder het motto "één land, twee systemen". Officieel zou Hongkong die aparte status nog tot 2047 behouden.
In 2019 werden er door de Chineesgezinde Carrie Lam echter een wet goedgekeurd met betrekking tot de uitlevering van mensen aan China. De wet werd beschouwd als een eerste stap in de inlijving van Hongkong door China en leidde tot massale protesten. De demonstranten werden zwaar aangepakt door de politie, wat tot internationale verontwaardiging leidde.
Sindsdien werden tal van pro-democratische activisten opgepakt en werd ook de vrije pers opgedoekt. Hoewel Hongkong officieel nog steeds een democratie is, loopt het in praktijk dus volledig in de pas van Peking. Tijdens een viering van de 25e verjaardag van de teruggave van Hongkong aan China liet Xi zich ironisch genoeg ontvallen dat Hongkong "nu pas een echte democratie is".

#### Milieubeleid
In september 2020 kondigde Xi tijdens een online VN-toespraak aan dat de Chinese CO2-emissies voor 2030 zullen pieken en dat het land ernaar zal streven om vóór 2060 klimaatneutraal te zijn. Hij zei dat “de mensheid het zich niet langer kan veroorloven de herhaalde waarschuwingen van de natuur te negeren''. Xi zei niet wat zijn land concreet gaat doen om het doel voor 2060 te halen, maar sprak van "krachtige maatregelen". Op 27 september 2021 presenteerden Chinese ambtenaren een gedetailleerd plan om het doel te bereiken. In september 2021 kondigde Xi aan dat China geen "kolengestookte energieprojecten in het buitenland zal financieren''.

#### Anti-corruptiecampagne in de Chinese medische sector
De zorgen over de toegang tot betaalbare gezondheidszorg bij burgers leidde in februari 2023 tot protesten in ten minste twee steden. De Nationale Gezondheidscommissie (NHC) en andere ministeries hielden in juli 2023 een videoconferentie om de aftrap te geven voor een nationale, eenjarige gecentraliseerde campagne ter bestrijding van corruptie in de medische sector. Diezelfde maand stelden de Centrale Commissie voor Discipline Inspectie (CCDI) en de NHC inspectiecommissies in om toezicht te houden op de campagne. Volgens diverse bronnen zijn anno juli 2023 onderzoeken gestart tegen ruim 155 ziekenhuisdirecteuren, wat meer dan een verdubbeling is van het totaal ten opzichte van het voorgaande jaar. In augustus 2023 werden ziekenhuisdirecteuren en partijsecretarissen vrijwel dagelijks ontslagen. Alleen al op 7 augustus 2023 heeft het harde optreden maar liefst 200 miljard yuan ($27,9 miljard) aan marktwaarde weggevaagd voor A-aandelen in de gezondheidszorg, die ooit als veilige havens werden beschouwd.
Meer dan 95% van de Chinese bevolking heeft een basisziektekostenverzekering, maar deze biedt slechts een zeer minimale dekking. Ongeveer een derde van de gezondheidszorguitgaven in China werd in 2020 uit eigen zak betaald, het laatste jaar waarvoor gegevens van de Wereldgezondheidsorganisatie beschikbaar zijn.
Academici die de Chinese gezondheidszorgsector bestuderen, zeggen dat deze sector barst van de corruptie als gevolg van zwak toezicht en financiële druk op slecht gefinancierde ziekenhuizen, waardoor artsen en bestuurders ertoe worden aangezet steekpenningen aan te nemen om hun inkomen te verhogen en meer inkomsten binnen te halen. Patiënten doen soms informele betalingen, in de volksmond bekend als ‘rode enveloppen’, aan artsen in ruil voor toegang tot een snellere behandeling of behandeling van hogere kwaliteit. Hoge winstmarges bij de verkoop van farmaceutische producten hebben ook tot omkoping geleid. Medicijnmakers betalen vaak smeergeld aan artsen om hen ervan te overtuigen meer van hun producten voor te schrijven.
Terwijl de autoriteiten al maanden medische professionals aan het arresteren zijn in 2023, kondigde de centrale overheid in mei 2023 een toegewijde actie aan om ‘ongezonde trends’ in de medische inkoop en dienstverlening te corrigeren, waaronder het gebruik van omkoping, smeergeld en het lekken van aanbestedingsinformatie om biedingen te manipuleren en medicijnen te regelen. en apparatuuraankopen tegen hoge tarieven.
Het wantrouwen tussen patiënten en artsen in China is door de loop van de jaren alleen maar groter geworden, en het is bekend dat dit in geweld uitmondt. De wortel van de corruptie in de gezondheidszorg in China, waar het huidige harde optreden niets aan doet, is de magere financiële steun die ziekenhuizen krijgen van de overheid, wat “een zeer sterke stimulans creëert om hun inkomsten te verhogen, om te veel behandelingen uit te voeren en te veel diagnoses te stellen”, aldus een professor van de Yale universiteit.

#### Nationale veiligheid
Xi heeft opgeroepen tot een nationale veiligheidsarchitectuur die de bescherming van ‘alle aspecten van de partij en het land’ omvat inclusief sterkere afschrikking van vijandige staten. Xi formuleerde in 2014 het concept van ‘alomvattende nationale veiligheid’. Oorspronkelijk omvatte het elf soorten veiligheden, maar de reeks is anno 2022 uitgebreid tot zestien, inclusief toevoeging van gebieden als bioveiligheid en ruimteveiligheid.
Er bestaat een hiërarchie van beveiligingstypen in het theoretische raamwerk (2014) van Xi. Politieke veiligheid, dat wil zeggen het beschermen van de Chinese partijstaat, is de “basis”. Economische veiligheid is de “basis”. Militaire, culturele en sociale zekerheid zijn de ‘garanties’ – bedoeld om gevaar te helpen afwenden voordat het werkelijkheid wordt. Nieuwe domeinen zoals cyberveiligheid en maritieme veiligheid worden omschreven als urgente taken waar gewerkt moet worden aan verbetering. Het bevorderen van de veiligheid van China’s overzeese belangen is het laatste stukje van de puzzel.
Xi’s drang naar meer nationale veiligheid is gepaard gegaan met een snelle uitbreiding van het juridische corpus, waarnaar de staatsmedia verwijzen als een ‘legale Grote Muur’. In naam van de nationale veiligheid heeft de regering van Xi talloze wetten aangenomen, waaronder een wet op contraspionage in 2014, een wet op terrorismebestrijding in 2015, een nationale veiligheidswet in 2015, een wet op cyberveiligheid en een wet die buitenlandse ngo’s steviger reguleert in 2016, een nationale inlichtingenwet in 2017, een cryptografiewet in 2019, een bioveiligheidswet in 2020 en een wet op de databeveiliging in 2021. De nationale veiligheidswet van 2015 maakte ook provinciale en gemeentelijke overheden verantwoordelijk voor nationale veiligheid binnen hun jurisdictie. Dit heeft onder andere geleid tot de oprichting van nationale veiligheidscomités op provinciaal en gemeentelijk niveau. De Chinese bioveiligheidswet van 2020 spreekt van nationale soevereiniteit over Chinese genetische materiaal. Deze wet verbiedt onder andere de verzameling, het behoud en het gebruik van de Chinese genetische materiaal door buitenlandse partijen.
In 2021 werd een nieuwe Nationale Veiligheidsstrategie voor 2021-2025 opgesteld. Het document is niet openbaar, maar versterkt bestaand beleid. In een toespraak hield Xi in januari 2022 topambtenaren van het veiligheids- en juridische apparaat voor dat ze hun inspanningen moeten verbeteren om interne en externe bedreigingen voor China’s nationale veiligheid en politieke systeem te voorkomen en te beheersen.
Een nationale veiligheidshotline waar burgers naar toe kunnen bellen werd in juni 2022 opgezet door het Chinese Ministerie van Staatsveiligheid en bood tot CNY 100.000 (€ 15.000) voor informatie over mensen en organisaties die de nationale veiligheid in gevaar brengen. Nationale veiligheid wordt sinds het Xi tijdperk gepromoot als een interdisciplinair studiegebied, met nieuwe gespecialiseerde onderzoekscentra, programma's en fondsen.
Op 25 oktober 2023 werd bekendgemaakt dat de Chinese wet op staatsgeheimen in de nabije toekomst aangescherpt zal gaan worden. De aanscherping omhelst onder andere dat politici en ambtenaren met toegang tot gevoelige en geheime informatie het in de toekomst verboden zal worden om zonder voorafgaande toestemming van de staat naar het buitenland te reizen. Volgens het officiële persbureau Xinhua waren er in 2016 ongeveer 7,16 miljoen ambtenaren in China, maar het totale aantal mensen dat bij de staat in dienst is – inclusief staatsbedrijven, openbare instellingen en agentschappen – wordt geschat op 77 miljoen. In 2024 werden de eerste reisbeperkingen uitgerold voor bijna alle ambtenaren, de meeste werknemers in de financiële sector en staatsbedrijven, en de leiding van universiteiten en ziekenhuizen. Ambtenaren met een hogere functie of met meer toegang tot vertrouwelijke informatie krijgen over het algemeen strengere beperkingen opgelegd. Ambtenaren met de rang van directeur-generaal en hoger, krijgen ook na hun pensionering strengere beperkingen opgelegd onder de nieuwe wetgeving.
Sinds de wet op de databeveiliging in 2021 van kracht werd, zijn Chinese leveranciers van metalen die in elektronica worden gebruikt bijvoorbeeld terughoudend in het delen van informatie met buitenlandse klanten, wat het moeilijk maakt om de productie te plannen en aan de milieuregels te blijven voldoen. Volgens diverse media zijn minstens zeventien Japanse staatsburgers gearresteerd op grond van de Chinese contraspionagewet aangenomen in 2014. Negen kregen gevangenisstraffen na processen die achter gesloten deuren plaatsvonden. Verschillende anderen wachten nog op hun proces. Onder Xi is het Chinese bewakingsnetwerk dramatisch gegroeid. Sinds augustus 2022 heeft de ministerie van staatsveiligheid bekendgemaakt minstens 4 Amerikaanse spionnen te hebben opgepakt.
Volgens Reuters heeft het land veel geld uitgegeven aan het vervangen van buitenlandse computerapparatuur binnen de centrale en lagere overheden, en de telecom- en financiële sector zijn waarschijnlijk het volgende doelwit, aldus twee mensen die volgens het persbureau bekend waren met de sectoren. Door de staat gesteunde onderzoekers identificeerden buitenlandse computerapparatuur en software als bijzonder kwetsbaar voor buitenlandse infiltratie. Volgens IT-onderzoeksbureau First New Voice heeft China in 2022 rond de $191 miljard uitgegeven aan het vervangen van buitenlandse hardware en software, een stijging van 16,2% op jaarbasis.
Staatsbedrijven kregen in september 2022 de opdracht om buitenlandse kantoorsoftwaresystemen tegen 2027 te vervangen door binnenlandse producten, de eerste keer dat dergelijke specifieke deadlines werden opgelegd. Reuters kon de order niet onafhankelijk verifiëren. Binnenlandse vervangingsprojecten waren in 2022 vooral gericht op gevoelige infrastructuur, zo blijkt uit de aanbestedingen. Technische onderzoekers zoals Mo Jianlei van de Chinese Academie van Wetenschappen, de grootste staatsonderzoeksorganisatie van het land, zeiden dat de Chinese regering zich steeds meer zorgen maakt over het de infiltratie van westerse apparatuur door buitenlandse mogendheden. Het staatsbedrijf China Tobacco is volgens Reuters in juli 2023 begonnen met het overstappen van een aantal dochterondernemingen van Microsoft Windows naar EulerOS van Huawei, aldus een medewerker van een softwareleverancier die de staatsfabrikant bedient.
In een onderzoekspaper in maart 2023 brachten overheidadviseurs de afhankelijkheid van het Chinese UnionPay-creditcardsysteem van het Amerikaanse softwarebedrijf BMC aan het licht bij de Chinese leiders. Een artikel dat in 2023 in het Chinese tijdschrift Cyberspace Security werd gepubliceerd door onderzoekers van het staatsbedrijf China Telecommunications Corporation concludeerde dat het land te afhankelijk was van chips van het Amerikaanse Qualcomm voor backendbeheer, evenals van de iOS- en Android-systemen. De vervangingsdrive heeft volgens Reuters gevolgen gehad voor hele subsectoren van de Chinese software-industrie. Het Chinese marktaandeel van vijf grote buitenlandse ontwikkelaars van databasebeheersystemen – waarvan het merendeel Amerikaans is – daalde van 57,3% in 2018 naar 27,3% eind 2022, aldus branchegroep IDC. Ondanks de zware uitgaven aan binnenlandse vervanging zijn buitenlandse bedrijven echter nog steeds dominante leveranciers voor de databeheerssystemen van bank- en telecombedrijven. Volgens EqualOcean, een technologieadviesbureau, hadden niet-Chinese bedrijven eind 2022 90% van het marktaandeel voor bankdatabasesystemen in handen.
Hij heeft het defensiebudget verhoogd van 103 miljard  (2012) naar 314 miljard dollar per jaar (2024), de Chinese marine dramatisch uitgebreid en het nucleaire wapenarsenaal volgens sommige rapporten verhoogd van 300 (2017) naar 600 (2024) bommen.

#### Publicatie van arrestaties van buitenlandse spionnen
De Chinese regering is onder Xi Jinping meer informatie openbaar gaan maken aan het Chinese publiek over arrestaties van buitenlandse spionnen. In augustus 2022 nam het ministerie van staatsveiligheid de ongekende stap door een openbaar account te lanceren op WeChat, de populaire app voor sociale berichten in China, die meer dan 1 miljard gebruikers heeft. In de weken en maanden daarna heeft het ministerie het platform gebruikt om het publiek herhaaldelijk aan te sporen waakzaam te blijven en verdachte activiteiten aan de autoriteiten te melden. Het ministerie van staatsveiligheid heeft sinds 2022 meerdere arrestaties via haar WeChat account geopenbaard.
Een voorbeeld van een gearresteerde Amerikaanse spion dat werd gegeven was het ronselen van een student genaamd Hou in januari 2013. Als “sleutelpersoon betrokken bij geheime zaken” werd Hou in januari 2013 door zijn eenheid als gastonderzoeker naar een universiteit in de Verenigde Staten gestuurd, en hij stond volgens het ministerie van staatsveiligheid onmiddellijk op de radar van Amerikaanse spionagebureaus. Jacob nam Hou vaak mee uit, trakteerde hem op luxe westerse maaltijden, nam hem mee naar stripshows, om het hoofdkantoor van CNN te bezoeken en om naar de Super Bowl te kijken, aldus het ministerie van staatsveiligheid op haar WeChat-account. Tijdens hun achtste bijeenkomst nodigde ‘Jacob’ Hou uit om een contract te tekenen als adviesexpert voor zijn bedrijf, waarbij hij een betaling van 600 tot 700 dollar beloofde voor elk consult. Onderwerpen voor overleg waren onder meer waterstofopslag en fotovoltaïsche materialen. Hou verstrekte Jacob rapporten op basis van openbare informatie. In juli 2013, toen de vrouw en het kind van Hou de VS bezochten, maakte ‘Jacob’ zijn ware identiteit aan Hou bekend en begon hem onder druk te zetten, waarbij hij eiste dat hij contact zou onderhouden na zijn terugkeer naar China. Hou zei dat hij ermee instemde vanwege zorgen over de veiligheid van zijn gezin. Voordat Hou naar China vertrok, trainde Jacob hem in contactmethoden en stelde hem tijdens een bijeenkomst voor aan zijn baas, die “schaamteloos de Amerikaanse waarden promootte, de ontwikkelingsprestaties van China bagatelliseerde en een poging deed om Hou ideologisch te bekeren”, aldus het ministerie.
Een tweede voorbeeld op het WeChat account van de ministerie van staatsveiligheid was de arrestatie op 11 augustus 2023 van een 52-jarige werknemer van een defensiebedrijf die tijdens zijn studie in Italië door de Amerikaanse Central Intelligence Agency werd geronseld en was gaan werken. Het ministerie liet in de WeChat verklaring weten dat een 52-jarige genaamd Zeng voor studie naar Italië was gestuurd, waar hij bevriend raakte met een CIA-agent die gestationeerd was in de Amerikaanse ambassade in Rome. De ambassadefunctionaris overtuigde Zeng ervan om “gevoelige informatie over het Chinese leger” te verstrekken in ruil voor “een stevige compensatie” en hulp voor Zeng en zijn gezin om naar de Verenigde Staten te verhuizen, aldus het ministerie in de online gepubliceerde verklaring. Zeng bleek een spionageovereenkomst met de VS te hebben ondertekend en training te hebben gevolgd voordat hij terugkeerde naar China om spionageactiviteiten uit te voeren, meldde de Chinese staatsomroep CCTV. Het Chinese staatsmediabedrijf Global Times meldde dat de naam van de vermeende medewerker van de Amerikaanse ambassade ‘Seth’ was en dat hij een relatie met Zeng had opgebouwd via ‘diners, uitstapjes en opera’s’. “Zeng werd geleidelijk psychologisch afhankelijk van Seth, en Seth profiteerde hiervan om Zeng westerse waarden bij te brengen. “Toen de gesprekken tussen de twee zich geleidelijk verdiepten, onthulde Seth aan Zeng dat hij lid was van het CIA-station in Rome”, aldus de krant. De zaak van Zeng is naar de Chinese openbare aanklagers gestuurd, voegde het eraan toe.
Een derde vermeende spion de Amerikaanse staatsburger en permanent inwoner van Hong Kong, John Leung Shing-Wan, 78, werd in mei 2022 door een rechtbank in Oost-China, veroordeeld tot levenslang op beschuldiging van spionage.

#### Dataregulering en exploitatie
Peking heeft sinds 2014 de controle over datastromen vergroot, inclusief het uitbouwen van het regelgevend en institutioneel kader. De centrale regering heeft nieuwe overheidsorganen in het leven geroepen die gericht zijn op het reguleren en exploiteren van de enorme hoeveelheid binnenlandse data. Tot op heden zijn 18 lokale data-autoriteiten opgericht om lokale databronnen te beheren, met name data die in het bezit zijn van lokale overheden en openbare instellingen. In maart 2023 werd de oprichting van een nieuwe nationale databureau aangekondigd. In juli 2023 werd Liu Liehong als de eerste hoofd van het nationale databureau aangesteld. Op 25 oktober 2023 werd het nieuwe nationale databureau geïnaugureerd.
In 2015 werd in Guiyang een databeurs gelanceerd, de eerste van meer dan dertig van dergelijke databeurzen. Deze pilots hebben niet aan de verwachtingen voldaan, omdat bedrijven niet over de prikkels en rechtszekerheid beschikten om hun waardevolle datasets via een intermediair platform te verhandelen. Zonder uniforme regelgevingsnormen en operationele normen voor gegevensvalidatie, prijsstelling, transacties en beveiliging hebben deze pilots moeite gehad om hun doel te bereiken.
De Chinese datamarkt is onlangs een nieuwe ontwikkelingsfase ingegaan, waarbij grote steden hun uitwisselingen onder sterke centrale leiding hebben opgezet. The Shanghai Data Exchange (hierna: SDE) begon in november 2022 met handelen, in navolging van een databeurs in Peking. De website van de DSE bevat tientallen producten, variërend van verkeersinformatie tot bedrijfskredietbeoordelingen. Bedrijven kunnen zich als lid registreren om data te kopen en verkopen, maar ze kunnen ook federatieve zoekopdrachten uitvoeren (dat wil zeggen tijdelijk datasets raadplegen) of toegang krijgen tot diensten zoals data-analyse, modellering, encryptie en desensibilisatie.
De Chinese leiders beschouwen de controle over data door overheidsbureaucratieën, staatsbedrijven en particuliere bedrijven, evenals het voortbestaan van ‘datasilo’s’ als marktfalen dat de economische ontwikkeling en efficiënt bestuur belemmert. Volgens de Duitse denktank Mercator Instituut voor China Studies verklaart dit de recente stappen om de datamonopolies van internetbedrijven zoals Jack Ma’s fintech-gigant Ant Group te doorbreken. De veronderstelling is dat de markt alleen niet in staat is om het potentieel van data als nationale hulpbron te realiseren.
Drie Chinese staatsbedrijven zijn ook begonnen met de grootschalige bouw van datacenters over het land. Hierbij wordt geen acht geslagen op winst of verlies en is de hoop dat het op de langere termijn voordelen brengt voor het land.

#### Economie en technologie
Onder Xi hebben overheden investeringsfondsen opgezet voor vroegtijdige financiering van bedrijven die actief zijn in sectoren die de overheid als belangrijk beschouwt. Xi heeft de rol van de Centrale Commissie voor Financiële en Economische Zaken vergroot ten koste van de Staatsraad.
Xi heeft het belang benadrukt van ‘groei van hoge kwaliteit’ in plaats van ‘opgeblazen groei’. Hij heeft bovendien verklaard dat China zich zal concentreren op de kwaliteit van de economische groei en dat het land een strategie van groei ten koste van alles heeft opgegeven, waarnaar Xi verwijst als ‘GDP-heldendom’. In plaats daarvan zei Xi dat andere sociale kwesties zoals milieubescherming belangrijk zijn. Zijn regering voerde een campagne om de schulden af te bouwen, in een poging de onhoudbare hoeveelheid schulden die China tijdens zijn economische groei heeft opgebouwd, te vertragen en te verminderen. Hoewel de totale schuldquote van de niet-financiële sector in 2020 in 2020 een record van 270,9% bereikte tijdens de COVID-19-crisis, daalde deze tot ongeveer 262,5% in 2021, voordat deze in 2022 weer steeg naar 273,2%, voornamelijk als gevolg van de druk die het nul-COVID-beleid uitoefent op de lokale financiën.
De regering van Xi heeft het ‘Made in China 2025’-plan gepromoot, dat tot doel heeft China meer zelfredzaam te maken op het gebied van sleuteltechnologieën. In 2018 heeft Xi de roep om "zelfredzaamheid" nieuw leven ingeblazen, vooral op het gebied van technologie. De binnenlandse uitgaven aan R&D zijn onder Xi aanzienlijk gestegen en bereikten in 2020 een record van 564 miljard dollar.
De regering van Xi heeft ook toezicht gehouden op een afname van het aantal offshore beursintroducties door Chinese bedrijven, waarbij de meeste Chinese beursintroducties vanaf 2022 plaatsvinden in Shanghai of Shenzhen, en heeft steeds meer financiering gericht op beursintroducties van bedrijven die actief zijn in sectoren die de Chinese overheid als strategisch beschouwt, waaronder elektrische voertuigen, biotechnologie, hernieuwbare energie, kunstmatige intelligentie, halfgeleiders en andere hoogtechnologische productieprocessen.

#### Fundamentele wetenschap
In een reeks toespraken die in 2018, 2020 en 2021 werden gehouden, maakte Xi Jinping aan Chinese wetenschappers duidelijk dat hun werk de nationale ontwikkeling moet dienen. Op een bijeenkomst in mei 2021 van de Chinese Academie van Wetenschappen (CAS), de Chinese Academie van Ingenieurs en de Chinese Vereniging voor Wetenschap en Technologie drong Xi bij academici op aan zich dienstbaar te stellen voor het land.
Sinds 2018 is ook het nationale financiële systeem stapsgewijs hervormd en meer onder politieke controle gebracht om de politieke prioriteiten van de regering te financieren.
In 2021 verklaarde Xi Jinping: “onze capaciteit om wetenschappelijke en technologische onderzoeksresultaten/prestaties om te zetten in praktische toepassingen is zwak,” en verklaarde dat het land de “toepassing van onafhankelijk behaalde innovaties” moet versnellen.
De Chinese regering heeft zich in het 14de vijfjarenplan (2021-2025) dat werd gepubliceerd in oktober 2020 voorgenomen meer aandacht te gaan besteden aan fundamenteel onderzoek. Het plan belooft de R&D uitgaven voor fundamenteel onderzoek, een traditioneel zwak Chinees terrein, te verhogen. Tegen het einde van 2025 wil China acht procent van zijn R&D uitgaven aan fundamenteel onderzoek besteden aldus het 14de vijfjarenplan. Ter vergelijking dit is slechts een derde van het aandeel dat de Verenigde Staten aan fundamentele wetenschap uitgeven, en de helft van die van Japan. In totaal heeft het land in 2021 een bedrag van 26,4 miljard dollar uitgegeven aan fundamentele wetenschap Het land investeerde in 2022 een bedrag van ongeveer 28,3 miljard dollar in fundamenteel onderzoek, goed voor 6,3 procent van de totale R&D-uitgaven, aldus de minister van Wetenschap en Technologie in februari 2023.
Tijdens een studiesessie van het Politbureau van de Communistische Partij van China (tijdens een studiesessie worden externe experts en deskundigen uitgenodigd om uitleg te geven aan Chinese beleidsmakers over een bepaald beleidsterrein) in januari 2023 heeft Xi opgeroepen tot een ‘totale natie’-benadering om ‘chokepoint’-technologieën zoals halfgeleiders aan te pakken “Het versterken van fundamenteel wetenschappelijk onderzoek is een dringende vereiste voor het bereiken van wetenschappelijke en technologische zelfredzaamheid op hoog niveau en is de enige manier om wetenschappelijke en technologische macht op te bouwen”, aldus Xi Jinping in maart 2023 tegen een CPC-commissie van beleidsmakers.

#### Investeringen in het ontwikkelen van een binnenlandse keten van chipsbedrijven
Sinds 2014 heeft de regering onder Xi Jinping tientallen miljarden dollars uitgetrokken ter ondersteuning van binnenlandse inspanningen op het gebied van de onafhankelijkheid van halfgeleiders. Een groot deel van dat geld komt van onder andere staatsbedrijven (aangestuurd vanuit de commissie SASAC) die in 2021 een omzet van rond de 4.600 miljard dollar draaiden. De Chinese overheid heeft ook binnenlandse chipsbedrijven gesteund door middel van belastingvoordelen, kredietfaciliteiten en andere vormen van hulp. Vooral de binnenlandse leveranciers AMEC en Naura kregen in 2022 en 2023 meer orders van China's grootste chipproducenten, SMIC en Hua Hong Semiconductors. Analisten verklaarden tegen Reuters in 2023 dat Chinese fabrikanten als AMEC en Naura steeds beter werden in het produceren van apparatuur op gebieden als etsen en reinigen, als binnenlandse vervangers van de Amerikaanse bedrijven Applied Materials Inc en Lam Research Corp.
In 2014 werd het overheidsfonds Chinese National Integrated Circruit Industry Investment (hierna: ICF) opgericht om publieke en private gelden te investeren in de binnenlandse chipindustrie. In 2022 investeerde het fonds ICF in Weiteng Semiconductor, TETE Laser, Leiming Laser en Cowin Laser, die allemaal machines vervaardigen die silicium wafers snijden. In totaal heeft het fonds in 2022 acht investeringen gedaan, tegen veertien in 2021. In de tweede helft van 2022 was het staatsfonds inactief nadat het corruptieonderzoek door de Centrale Commissie voor Discipline Inspectie (de interne waakhond van de communistische partij) had geleid tot het ontslag op staande voet van de CEO, Ding Wenwu. Een aantal andere hoge bonzen binnen de industrie en partij inclusief de minister van industrie en informatietechnologie Xiao Yaqing werden gearresteerd of ontslagen.
Het fonds investeerde in januari 2023 na maandenlange corruptieperikelen weer een onbepaald bedrag in Heyan Technology, een in Shenyang gevestigde fabrikant van halfgeleiderapparatuur. In januari 2023, investeerde het fonds ook $6.7 miljard dollar in de bouw van een nieuwe waferfabriek van Hua Hong Semiconductors in de stad Wuxi. Crystal Clear Electronic Material Co, fabrikant van chemische stoffen maakte in dezelfde maand bekend dat het een investering van 160 miljoen yuan ($23,23 miljoen) uit het fonds zal ontvangen. Het bedrijf levert chemische stoffen aan onder andere de binnenlandse chipindustrie. Het fonds koos Zhang Xin, die als senior inspecteur werkte bij de planningsafdeling van het Ministerie van Industrie en Informatietechnologie (MIIT), in maart 2023 als nieuw hoofd.
In maart 2023 investeerde het fonds $1.9 miljard in het bedrijf Yangtze Memory Technologies Corp (hierna: YMTC). YMTC ontving in 2023 een tweede investering van $5,1 miljard dollar van twee andere fondsen namelijk Hubei Changsheng Development en Changjiang Industry Investment Group. In oktober 2023 werd bekend dat het fonds een investering van $2 miljard heeft gedaan in de onderneming Changxin Xinqiao, aldus het persbureau Reuters.
Er blijven nog steeds grote problemen bestaan voor de Chinese technologische ambities ondanks de jarenlange inspanningen om een binnenlandse toeleveringsketen van chips te ontwikkelen, met name de lithografie, die uiterst complexe optica en procesprecisie vereist. China is er niet in geslaagd de extreem-ultraviolette (EUV)-lithografiemachines aan te schaffen die nodig zijn om de meest geavanceerde chips te maken, en de VS hebben nu zelfs enkele minder geavanceerde diep-ultraviolette (DUV)-lithografiesystemen de toegang tot China ontzegd. Volgens sommige internetbronnen is aan twee overheid gelieerde onderzoeksinstituten Changchun Institute of Optics Fine Mechanics and Physics (CIOMP) en Shanghai Institute of Optics and Fine Mechanics (SIOMP) opgedragen om alles uit de kast te trekken om een prototype litografiesysteem te ontwikkelen. Eveneens volgens diverse internetbronnen hebben de bedrijven Shanghai Micro Electronics Equipment (Group) (hierna: SMEE) en Huawei zich bij de inspanningen van deze twee onderzoeksinstituten aangesloten. Het bedrijf SMEE wordt het door Chinese nationalisten kwalijk genomen dat ze de ontwikkeling van DUV-lithografiesystemen niet serieus namen tot de Amerikaanse sancties van 2018/2019.

#### Aanpak van de huizenbubbel
Volgens de nodige economische analisten heeft de regering van Xi vanaf 2020/2021 besloten om de enorme huizenbubbel aan te pakken met de nodige gevolgen voor de economie. In 2020 begon de regering met het aanpakken van de vastgoedmarkt op basis van het principe dat “huizen zijn om in te wonen, en niet om mee te speculeren.” In augustus 2020 voerde de Chinese regering een ‘drie rode lijnen’-regel in, in een poging de vastgoedsector met enorme schulden in toom te houden. De regel reguleerde de hefboomwerking van ontwikkelaars, waarbij hun leningen werden beperkt op basis van de volgende maatstaven: schulden ten opzichte van contant geld, schulden ten opzichte van eigen vermogen en schulden ten opzichte van activa. Een afzwakkende economie lijkt Xi Jinping op de koop toe te nemen in zijn doel om de geldstromen om te buigen van vastgoed naar technologische ontwikkeling.
De vastgoedmarkt is goed voor tussen de 20% en 30% van het Chinese bruto binnenlands product. Dit is een aanzienlijk percentage vergeleken met andere grote economieën, en is deels te danken aan het door investeringen geleide economische model van het land, dat prioriteit heeft gegeven aan de bouw. Als gevolg hiervan is er een tot nu toe blind vertrouwen ontstaan in de vastgoedwaarden, die de afgelopen twintig jaar of langer min of meer gelijkmatig zijn gestegen. Dit zou ertoe kunnen leiden dat Chinese huishoudens in de komende jaren geld uit onroerend goed zullen verplaatsen naar andere beleggingen zoals aandelen, obligaties en vermogensbeheerproducten, aldus de makelaars- en investeringsgroep CLSA.
Meer dan honderd functionarissen zijn in 2023 overgeplaatst van de centrale bank, ministerie van financiën, effecten- en banktoezichthouders naar een nieuwe centrale commissie (Central Financial Commission) om de vastgoedbubbel aan te pakken aldus een persoon op voorwaarde van anonimiteit gezien de gevoeligheid van de zaak tegen de Hongkongse krant South China Morning Post.
Volgens Bloomberg is de Chinese regering van plan een voorbeeld te nemen aan het socialehuisvestingsmodel van Singapore om een einde te maken aan de jarenlange vastgoedcrisis die het consumentenvertrouwen van het land heeft aangetast. Peking heeft in november 2023 twee nieuwe ‘beleidsmaatregelen’ genoemd als middelpunt van het huisvestingsbeleid: het bouwen van sociale woningen en het renoveren van verwaarloosde wijken. Details moeten nog volledig openbaar worden gemaakt. De Chinese Staatsraad deelde in oktober 2023 instructies uit in een ''geheim'' ‘Document 14’. Dat de nadruk legde op een “nieuw model” voor de vastgoedsector, waarbij het nieuwe beleid in 35 steden zal worden getest. Analisten zeggen dat het de bedoeling is om een strak gereguleerde sociale woningmarkt te creëren met beperkingen op wie de woningen kan kopen en hoe ze doorverkocht kunnen worden aan nieuwe eigenaren. Naast een dergelijke sociale woningmarkt zou er een vrijer commercieel segment zijn dat zich richt op rijkere huishoudens. Dat zou zelfs een terugkeer naar de speculatie over de waarde van onroerend goed mogelijk kunnen maken – iets wat Peking al jaren probeert te beteugelen.

#### Cultivatie hightech midden- en kleinbedrijven (kleine giganten programma)
De Xi regering heeft een evaluatie- en ondersteuningssysteem uitgerold in 2018, actief op nationaal, provinciaal en lokaal niveau, om gespecialiseerde MKB-bedrijven te identificeren en vervolgens hun groei te versnellen. Het Ministerie van Industrie en Informatietechnologie (MIIT) heeft anno 2022 meer dan 70.000 "gespecialiseerde kleine en middelgrote ondernemingen" geïdentificeerd die in aanmerking komen voor dit overheidsprogramma.
Hightech MKB-bedrijven kunnen samenwerkingsprojecten gebruiken om onderzoeks-, innovatie- en opleidingsactiviteiten uit te besteden. Het Chinese MKB heeft echter moeite met het identificeren van geschikte universitaire partners en het laten slagen van samenwerkingen, aldus de denktank Mercator Instituut voor China Studies. De centrale overheid heeft duidelijk gemaakt dat zij wil dat dit verandert. Peking verwacht van – en maakt financiering afhankelijk van – universiteiten en onderzoeksinstituten om hightech MKB-bedrijven te cultiveren en ondersteunen, bijvoorbeeld door hen te voorzien van onderzoek dat wacht om gecommercialiseerd te worden.
De centrale overheidsbeleid is doorgesijpeld naar de lokale overheden en universiteiten. De stad Nanjing is van plan 1.000 gespecialiseerde MKB-bedrijven te ondersteunen en heeft een specifiek beleid opgesteld om de samenwerking tussen MKB en universiteiten te stimuleren. Shanghai Jiaotong Universiteit heeft samen met het Shanghai Gemeentelijke MKB-ontwikkelingsservicecentrum een MKB-empowermentplatform opgezet. Dit platform geeft 16 gecertificeerde hightech MKB-bedrijven, waaronder Shanghai Recoen Laser Tech en leverancier van medische apparatuur Push Medical, toegang tot trainings- en adviesmogelijkheden. Veertien professoren van deze universiteit fungeren als mentoren met een dubbele baan voor MKB-bedrijven.
Toenemende investeringen in medische industrie
Sinds 2012 worden er elke vijf jaar plannen voor de ontwikkeling van een binnenlandse medische-hulpmiddelensector gepubliceerd. Onder Xi is er een politiek klimaat dat gericht is op technologische zelfredzaamheid en importvervanging. De Chinese MedTech-bedrijven zijn tussen 2017 en 2022 ongeveer vijf keer zo groot geworden, aldus de Duitse denktank Merics. De centrale overheid heeft in het industriebeleid voor de medische technologie duidelijk gemaakt dat Chinese bedrijven het leeuwendeel van de binnenlandse markt voor medische hulpmiddelen moeten hebben ingenomen in 2030. De centrale en provinciale overheden gebruiken veel verschillende beleidsmaatregelen om steun te bieden aan de binnenlandse medische industrie en voeren in feite een beleid van importvervanging uit. In 2021 verboden ministeries en commissies medische instellingen om zonder toestemming buitenlandse medische apparatuur aan te schaffen in het kader van nationale veiligheid. In 2022 werd ongeveer 10 procent van de begroting van het ministerie van wetenschap en technologie, oftewel 5,6 miljard euro (40 miljard CNY), aan de ontwikkeling van medische technologie besteed. De afgelopen jaren hebben ook Chinese investeringen in farmaceutische R&D (medicijnen) – van de overheid en bedrijven – een aanzienlijke impuls gekregen, gedreven door zorgen dat de VS – leider op het gebied van de biotechnologie – zijn technologische sancties zouden kunnen uitbreiden tot essentiële medicijnen.

#### Uitrol EV-laadstations en 'groene' waterstof
De regering van Xi heeft prioriteit gegeven aan het uitbouwen van EV-laadstations over het land. In 2014 begon China met de uitrol van EV-laadinfrastructuur in stedelijke gebieden, langs snelwegen en in belangrijke regio’s waar de adoptie van elektrische voertuigen werd aangemoedigd. In 2018 waren er ongeveer 330.000 openbare oplaadpunten. In 2022 waren er meer dan 1,2 miljoen laadstations. In 2022 installeerde China bijna 650.000 EV-laadpalen, 70 procent van de wereldwijde installaties en werd aangekondigd dat het daaropvolgende jaar nog eens 975.000 zouden worden geïnstalleerd, voorspelde de China Charging Infrastructure Promotion Alliance. Provinciale en lokale overheden zijn belast met de daadwerkelijke uitvoering. De dominante aanbieder van laadstations in heel China was de State Grid Corporation of China, maar een toenemend aantal particuliere autofabrikanten en energieleveranciers doet mee aan de EV-laadrace. Momenteel zijn de belangrijkste openbare EV-laadbedrijven in China Tgood (Telaidian), Star Charge, YKCCN en China State Grid.
De lokale overheden, onderzoeksinstituten en industrieën van China zijn in recente jaren begonnen om waterstoftechnologieën in eigen land te ontwikkelen. De provinciale beleidsdoelstellingen zijn ambitieuzer dan die van de nationale overheid, volgens de Duitse denktank Merics. Volgens de denktank Merics was China goed voor ongeveer een derde van de mondiale productiecapaciteit voor elektrolysers. Het land kan op enkele uitzonderingen na alle belangrijke onderdelen in eigen land produceren (met name waterstofkleppen) en lokale producenten zijn zeer concurrerend op prijsgebied. Maar volgens insiders uit de sector voldoen ze anno 2022 nog niet aan de internationale normen op het gebied van efficiëntie en betrouwbaarheid, vooral niet voor grote systemen. Naarmate het aantal demonstratieprojecten groeit, stromen er verdere investeringen naar de upstream-segmenten van de waardeketen. Dit zal Chinese fabrikanten van elektrolysers volgens Merics in staat stellen om op te schalen, hun technologieën te verfijnen en een steeds grotere uitdaging te vormen voor buitenlandse bedrijven.

#### Intellectueel eigendom
De Chinese overheid is in het Xi tijdperk meer nadruk gaan geven aan de bescherming van intellectuele eigendomsrechten (hierna: IE). Het lokale octrooibureau in Jinan heeft 48 gespecialiseerde MKB-bedrijven getraind in de bescherming van intellectuele eigendomsrechten en de provinciale overheid van Sichuan heeft een onderzoeksteam gevormd om de IPR-behoeften van lokale MKB-bedrijven te onderzoeken. Lokale IE-autoriteiten krijgen de opdracht om speciale aandacht te besteden aan hightech MKB-bedrijven, wat zou kunnen leiden tot een speciale behandeling in gerechtelijke uitspraken in het voordeel van dergelijke bedrijven, ten nadele van andere hightechbedrijven – zowel lokaal als buitenlands.
Eind 2014 waren er drie gespecialiseerde IE-rechtbanken opgericht in Peking, Shanghai en Guangzhou. Vanaf 2017 zijn achtereenvolgens achttien gespecialiseerde IE-tribunalen opgericht.
Peking is ook van plan innovatie te stimuleren door de regelgeving op het gebied van intellectuele eigendomsrechten (IPR) waar nodig aan te passen. De denktank Mercator Instituut voor China Studies geeft het voorbeeld van hoe de textielapparatuur producent Huzhou Modern Textile Machinery (Huzhou Textile) – een gespecialiseerde kmo – problemen ondervond bij het ontwikkelen van apparatuur die stoffen kan weven die dunner zijn dan 2 mm. De onderneming kwam uiteindelijk een universiteitsprofessor uit Zhejiang tegen die een belangrijk patent bezat. De patenthouder en Huzhou Textile ontwikkelen nu gezamenlijk een prototype. De samenwerking is volgens de denktank niet toevallig. Huzhou Textile vond het patent via het in 2021 opgerichte patentdatabase van Zhejiang, waarmee bedrijven toegang kregen tot 379 patenten zonder royalty's of licentiekosten te hoeven betalen.

#### Hervormingen in de landbouw
China heeft onder de Xi regering tientallen genetisch gemodificeerde (GM) maïs- en sojabonenzaadvariëteiten goedgekeurd voor aanplant. De regering onder voormalige Chinese leiders liet genetische gemodificeerde zaadvariëteiten niet toe tot de binnenlandse landbouw.
Op 9 juli 2021 beraadslaagde en keurde de 20ste bijeenkomst van de Commissie voor de Verdieping van de Algemene Hervorming van het Centraal Comité een “actieplan voor het revitaliseren van de binnenlandse zaadindustrie'' goed. Het toonde aan dat de Chinese regering groot belang hecht aan de innovaties die voortkomen uit biologische veredeling, vooral de R&D en de industrialisatie van genetisch gemodificeerde organismen (GMO). De groeiende binnenlandse vraag naar voedsel, eiwitten en de hoge prijzen van voedselgrondstoffen hebben de Chinese adoptie van genetisch gemodificeerde organismen gestimuleerd. Hoewel de autorisatie zeer streng en langdradig zal zijn, is voor de adoptie van GMO's groen licht gegeven.
De initiatieven van de Chinese regering om in de laatste 20 jaar de landbouwproductiviteit te verhogen hebben volgens het tijdschrift Modern Diplomacy tot op zekere hoogte hun vruchten afgeworpen. Tussen 2003 en 2013 steeg de binnenlandse graanproductie van 430 miljoen ton naar meer dan 600 miljoen ton.
Meer recentelijk bereikte de graanproductie van het land een record van 706,5 miljoen ton (2024), wat neerkomt op een stijging van 1,6 procent ten opzichte van het voorgaande jaar. 
In lijn met deze resultaten streeft het huidige vijfjarenplan (2025-2030) voor de landbouw van China naar een jaarlijkse graanproductie van meer dan 770 miljoen ton in 2030, naast een inspanning om de binnenlandse productie van sojabonen te verhogen tot 23 miljoen ton tegen 2025. Het plan bevat ook specifieke doelstellingen voor het areaal, met als doel om meer dan 1,75 miljard mu (ongeveer 117 miljoen hectare) aan graanland te behouden.
Buitenlands beleid

#### Algemeen
Onder Xi speelde China een steeds grotere rol op het wereldtoneel. De handel met andere landen werd opgeschroefd en China verkreeg zo meer en meer internationale invloed. Toch ging die groeiende invloed niet altijd gepaard met een goed imago. Xi gebruikte zijn toenemende invloed steeds meer om zich assertiever op te stellen, bijvoorbeeld wat Taiwan betreft. Landen die daar kritisch tegenover stonden, werden door het Chinese regime bekritiseerd. Die agressieve strategie staat bekend als "wolf warrior"-diplomatie. Die aanpak leidde internationaal tot meer wantrouwen tegenover China. In een toespraak in 2021 zei Xi daarom een "liever en bescheiden" imago voor zijn land te willen. Toch bleven vooral westerse landen sceptisch en wantrouwig tegenover het buitenlands beleid van China.

#### Taiwan
Op 2 januari 2019 hield Xi een toespraak omdat 40 jaar eerder, op 1 januari 1979, China besloot te stoppen met het beschieten van een aantal Taiwanese eilanden, de Matsu-archipel en Kinmen, voor de Chinese kust. Xi zei een vreedzame hereniging met Taiwan te willen, maar sloot geweld niet uit. Hij zei dat Taiwan weer bij China "moet en zal" horen. Xi benadrukte dat hij buitenlandse bemoeienissen rond Taiwan niet tolereert, omdat het een binnenlandse aangelegenheid betreft. De Taiwanese president Tsai Ing-wen van de Democratische Progressieve Partij (DPP) zei in een reactie dat Taiwan geen onderdeel zal worden van één groot China. In 2016 had China overigens alle officiële banden met Taiwan verbroken nadat Tsai werd verkozen als president.
De dreigementen van Xi tegenover Taiwan leidden tot spanningen in de regio. Sindsdien drongen duizenden Chinese vliegtuigen het Taiwanese luchtruim binnen en organiseerde China grootschalige militaire oefeningen in de buurt van het eiland.

#### Aspiraties tot verdere expansie via de Zuid-Chinese Zee
De Xi regering probeert haar invloed uit te breiden over de Zuid-Chinese Zee door er de militaire aanwezigheid op te drijven. Dit uit zich in de vorm van militaire bases en patrouillerende oorlogsschepen. Verschillende landen, waaronder de Filipijnen, voelen zich daardoor geïntimideerd, zodat ook de Amerikaanse militaire aanwezigheid in de regio opgeschroefd wordt. In januari 2023 had Xi een onderhoud met de Filipijnse president Ferdinand Marcos jr. om de verslechterde banden tussen beide landen weer aan te halen en de spanningen te verminderen. China heeft gedurende het Xi tijdperk diverse eilanden in de Zuid-Chinese Zee gemilitariseerd, en deze bewapend met anti-scheeps- en luchtafweerraketsystemen, laser- en jamapparatuur.
China heeft in de zomer van 2017 zijn eerste buitenlandse marinebasis in het Afrikaanse Djibouti ingehuldigd. De Chinese marine nam in 2023 een tweede legerbasis in de Cambodjaanse provincie Sihanouk in gebruik. Deze marinebasis werd in 2022 en 2023 met Chinees geld gerenoveerd en uitgebreid zodat in de haven fregatten, korvetten en torpedobootjagers kunnen aanmeren.

#### Verenigde Staten
Tijdens zijn eerste termijn als president van China onderhield Xi goede betrekkingen met de Verenigde Staten. In 2017 prees Xi de voormalige Amerikaanse president Barack Obama omwille van diens bijdragen tot een goede verstandhouding tussen beide landen. Obama was immers een voorstander van een goede relatie met China en zag in het land vooral een bondgenoot en handelspartner. Volgens hem is de verhouding tussen de VS en China dan ook "de belangrijkste bilaterale relatie van de 21e eeuw".

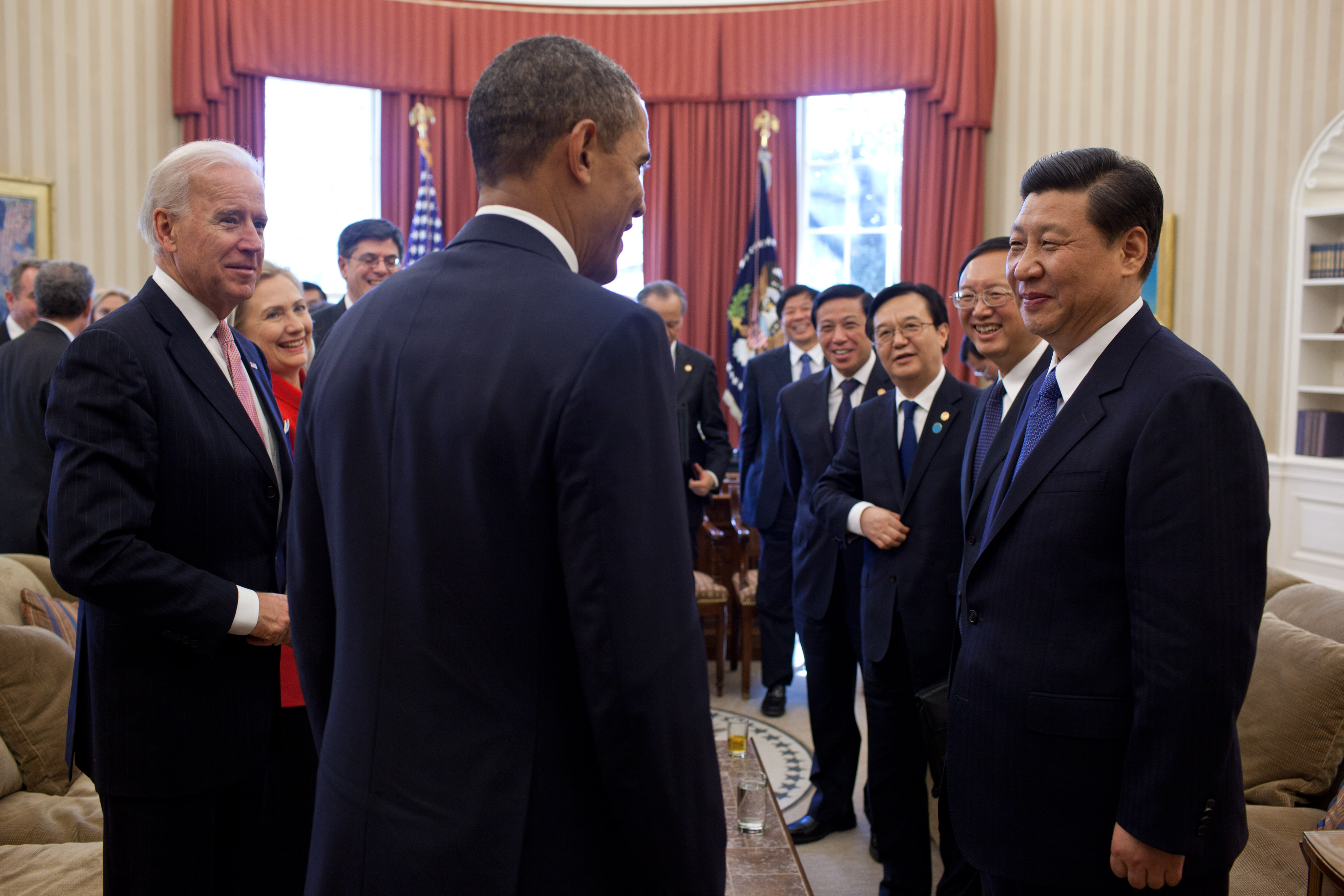
Xi met de Amerikaanse president Obama en vicepresident Biden in 2012

Onder Obama's opvolger Donald Trump verzuurden de relaties tussen de VS en China. In 2018 kwam het tot een handelsoorlog tussen beide landen, waarbij de VS onder andere voor 200 miljard dollar aan invoerheffingen op Chinese goederen vorderden. Ook toonde Trump zich in 2020 kritisch voor de Chinese aanpak van het coronavirus, dat hij steevast het "Chinese virus" noemde. Daarnaast stond de WHO volgens hem te veel onder de invloed van China. Trump sprak ook meermaals zijn steun uit voor Taiwan, in de lijn van de Taiwan Relations Act maar tot woede van China. Toch wordt Trumps houding ten aanzien van het eiland ook in vraag gesteld aangezien hij het eiland vooral leek te gebruiken om China onder druk te zetten.
Het aantreden van Joe Biden als Amerikaans president in 2021 veranderde weinig aan de verhouding tussen de VS en China. Vooral wat de veiligheid van Taiwan betreft trok hij de China-kritische lijn van de regering-Trump door. Toch liet Biden na een ontmoeting met Xi in november 2022 verstaan dat een nieuwe Koude Oorlog tussen China en de VS uitgesloten is. Tijdens het Nationaal Volkscongres in maart 2023 haalde Xi dan weer ongewoon zwaar uit naar het Westen en met name de VS. Volgens hem probeerden die China te onderdrukken en de ontwikkeling van het land tegen te houden. Hij deed die uitspraak naar aanleiding van de Amerikaanse technologieboycot en het verbod op TikTok voor overheidspersoneel in verschillende westerse landen. Ook een incident eerder dat jaar, waarbij een Chinese ballon die zich in het Amerikaanse luchtruim bevond door de VS werd neergeschoten, dreef de spanning tussen de twee landen verder op. China hield immers vol dat het om een onschuldige weerballon ging en dat de Amerikanen daar "hysterisch" op reageerden, terwijl het volgens de VS een spionageballon betrof.

#### Rusland
Onder Xi's presidentschap onderhoudt China goede relaties met Rusland. De relaties tussen de twee landen waren gespannen en zelfs vijandig in de jaren 60, 70 en 80 onder Mao Zedong en Deng Xiaoping. Xi en de Russische president Vladimir Poetin daarentegen beschouwen elkaar als "strategische partners". Concreet willen ze zich samen inzetten om de wereldwijde invloed van de Verenigde Staten te verminderen.
Ondanks het strategisch partnerschap en de goede verhoudingen tussen de twee, lijkt de Russische invasie van Oekraïne in 2022 de relatie tussen China en Rusland enigszins bemoeilijkt te hebben. Om economische redenen heeft Xi zich dus niet expliciet voor of tegen de Russische invasie uitgesproken.
Op 20 maart 2023 werd Xi in het Kremlin ontvangen door Poetin. De twee presidenten schudden elkaar aan het begin van de ontmoeting de hand en noemden elkaar „zeer goede vrienden". Over de belangrijkste eis van Oekraïne in de bemiddelingspoging van Xi, terugtrekking van de Russische troepen uit de door Rusland bezette gebieden, werd niet gesproken. De discussie tussen Xi en Poetin over het vredesplan was „vriendelijk, eerlijk en open”. Ook werd het Chinese vredesinitiatief niet enthousiast ontvangen in Oekraïne en de VS. Dit omdat het plan de Russische agressie niet veroordeelt en het een staakt-het-vuren voorstelt, waardoor Rusland in eerste instantie veroverde gebieden behoudt. Een wapenstilstand zou niets anders doen dan „de Russische veroveringen goedkeuren, Rusland tijd geven om te hergroeperen en een nieuw offensief te lanceren”, aldus een woordvoerder van het Witte Huis. De VS en de Europese Unie hebben er bij China op aangedrongen dat Xi ook met de Oekraïense president Volodymyr Zelensky zou praten.

#### Nieuwe Zijderoute

Deelnemende landen aan de Nieuwe Zijderoute

In 2013 lanceerde Xi de zogenaamde Nieuwe Zijderoute, ook bekend als het Belt and Road Initiative. Het initiatief is vernoemd naar de Zijderoute en verwijst naar een ontwikkelingsstrategie waarmee China de verbinding en samenwerking met landen in Azië, Afrika, Europa en zelfs Latijns-Amerika wil versterken. Concreet ondersteunt China de bouw van grote infrastructuurprojecten die de handel met China moeten vergemakkelijken. Uit de cijfers blijkt hoe groot het hele initiatief is: sinds de start van het project in 2013 zou China al zo'n 1 biljoen dollar aan infrastructuur bekostigd hebben in 147 landen.
Hoewel de totale waarde van het Belt and Road Initiative op lange termijn op zo'n 8 biljoen dollar geschat wordt, werden de investeringen in 2022 deels teruggeschroefd doordat de Chinese economie het moeilijk had als gevolg van de coronapandemie. Ook is het hele project niet onomstreden: in praktijk deelt China immers niet zomaar geld uit, maar sluit het leningen af met de deelnemende landen. Heel wat landen slagen er echter niet in die leningen terug te betalen, waardoor de gebouwde infrastructuur geconfisqueerd wordt en door Chinese schuldeisers uitgebaat wordt. Ook zou de Nieuwe Zijderoute op die manier buitenlandse politiek beïnvloeden: landen die bij Peking in het krijt staan, zijn minder snel geneigd zich uit te spreken tegen China wat bijvoorbeeld de schending van mensenrechten betreft. Ook zouden de gebouwde faciliteiten niet rendabel genoeg zijn in verhouding tot hun kostprijs, en wordt China een algemeen gebrek aan transparantie verweten bij de bouw van de infrastructuur.

## Persoonlijk leven
Xi trouwde met Ke Lingling, de dochter van Ke Hua, een ambassadeur in het Verenigd Koninkrijk in de vroege jaren 1980. Ze scheidden binnen een paar jaar. Van de twee werd gezegd dat ze "bijna elke dag" vochten en na de scheiding verhuisde Ke naar Engeland.
Xi hertrouwde met de prominente Chinese zangeres Peng Liyuan in 1987. Peng Liyuan, een begrip in China, was beter bekend bij het publiek dan Xi tot zijn politieke opmars. Het echtpaar leefde vaak uit elkaar, grotendeels als gevolg van hun gescheiden beroepsleven. Xi en Peng hebben een dochter genaamd Xi Mingze, die in het voorjaar van 2015 afstudeerde aan de Harvard-universiteit. Op Harvard gebruikte ze een pseudoniem en studeerde psychologie en Engels. Xi's familie heeft een huis in Jade Lenteheuvel, een tuin en woonwijk in het noordwesten van Peking, beheerd door de centrale militaire commissie.
Peng beschreef Xi als hardwerkend en nuchter:
"Als hij thuiskomt, heb ik nog nooit het gevoel gehad dat er een leider in huis is. In mijn ogen is hij gewoon mijn man."
Peng heeft een meer zichtbare rol gespeeld als China's "first lady" vergeleken met haar voorgangers; zo organiseerde ze de ontmoeting met de Amerikaanse First Lady Michelle Obama tijdens haar spraakmakende bezoek aan China in maart 2014. Xi werd in 2011 in The Washington Post beschreven door degenen die hem kennen als
"pragmatisch, serieus, voorzichtig, hardwerkend, nuchter en low-key".
Hij werd beschreven als een goede hand in het oplossen van problemen en
"schijnbaar ongeïnteresseerd in de attributen van een hoge functie".
Hij staat bekend als fan van Amerikaanse films zoals Saving Private Ryan, The Departed en The Godfather. Hij prees ook de onafhankelijke filmmaker Jia Zhangke.
In juni 2012 meldde Bloomberg dat leden van de uitgebreide familie van Xi aanzienlijke zakelijke belangen hebben, hoewel er geen bewijs was dat hij had geïntervenieerd om hen te helpen. De Bloomberg-website werd geblokkeerd op het vasteland van China als reactie op het artikel. Sinds Xi een anticorruptiecampagne startte, meldde The New York Times dat leden van zijn familie hun bedrijfs- en vastgoedinvesteringen in 2012 verkochten.
Familieleden van hooggeplaatste Chinese functionarissen, waaronder zeven huidige en voormalige leiders van het Politbureau van de Communistische Partij van China, zijn genoemd in de Panama Papers, waaronder Deng Jiagui, schoonbroer van Xi. Deng had twee brievenbusfirma's op de Britse Maagdeneilanden, terwijl Xi lid was van het Permanent Comité van het Politbureau, maar deze waren verdwenen tegen de tijd dat Xi in november 2012 de algemene secretaris van de Communistische Partij werd.

## Onderscheiding
In 2014 kreeg Xi in België van koning Filip het grootlint van de Leopoldsorde.
Ook ontving Xi in 2014 in Cuba de Orde van José Martí.
In 2017 werd Xi de Orde van de Staat Palestina toegekend door de Palestijnse Autoriteit.
Op 20 juli 2018 ontving Xi de Orde van Zayed in de Verenigde Arabische Emiraten.

## Trivia
- Xi Jinping bracht als eerste president van de Volksrepubliek China op 24 maart 2014 een historisch bezoek aan Nederland. Bij zijn ontvangst in de Staten-Generaal begon hij zijn toespraak met het Chinese gezegde dat 'vrouwen de halve hemel dragen', duidend op de twee vrouwelijke Kamervoorzitters, Ankie Broekers-Knol en Anouchka van Miltenburg.[175]
- In China worden op sociale media berichten met Winnie de Poeh gecensureerd. Xi Jinping wordt al jaren vergeleken met het beertje en dit zou het gezag van de president kunnen ondermijnen.[176]